# Heorhi Zantaraya
Heorhi Maljazovych Zantaraya (en ucraniano: Георгій Малхазович Зантарая; Gali, 21 de octubre de 1987) es un deportista ucraniano que compite en judo.
Ganó seis medallas en el Campeonato Mundial de Judo entre los años 2009 y 2018, y cuatro medallas en el Campeonato Europeo de Judo entre los años 2009 y 2019.
En los Juegos Europeos obtuvo dos medallas, bronce en Bakú 2015 (equipo) y oro en Minsk 2019 (–66 kg). Participó en tres Juegos Olímpicos de Verano, entre los años 2012 y 2020.

## Palmarés internacional
| Campeonato Mundial | Campeonato Mundial      | Campeonato Mundial | Campeonato Mundial |
| Año                | Lugar                   | Medalla            | Categoría          |
| ------------------ | ----------------------- | ------------------ | ------------------ |
| 2009               | Róterdam (Países Bajos) | Medalla de oro     | –60 kg             |
| 2010               | Tokio (Japón)           | Medalla de plata   | –60 kg             |
| 2011               | París (Francia)         | Medalla de bronce  | –60 kg             |
| 2013               | Río de Janeiro (Brasil) | Medalla de bronce  | –66 kg             |
| 2014               | Cheliábinsk (Rusia)     | Medalla de bronce  | –66 kg             |
| 2018               | Bakú (Azerbaiyán)       | Medalla de bronce  | –66 kg             |
| Juegos Europeos    |                         |                    |                    |
| Año                | Lugar                   | Medalla            | Categoría          |
| 2015               | Bakú (Azerbaiyán)       | Medalla de bronce  | Equipo             |
| 2019               | Minsk (Bielorrusia)     | Medalla de oro     | –66 kg             |
| Campeonato Europeo |                         |                    |                    |
| Año                | Lugar                   | Medalla            | Categoría          |
| 2009               | Tiflis (Georgia)        | Medalla de plata   | –60 kg             |
| 2011               | Estambul (Turquía)      | Medalla de oro     | –60 kg             |
| 2017               | Varsovia (Polonia)      | Medalla de oro     | –66 kg             |
| 2019               | Minsk (Bielorrusia)     | Medalla de oro     | –66 kg             |